# Równina Ornecka

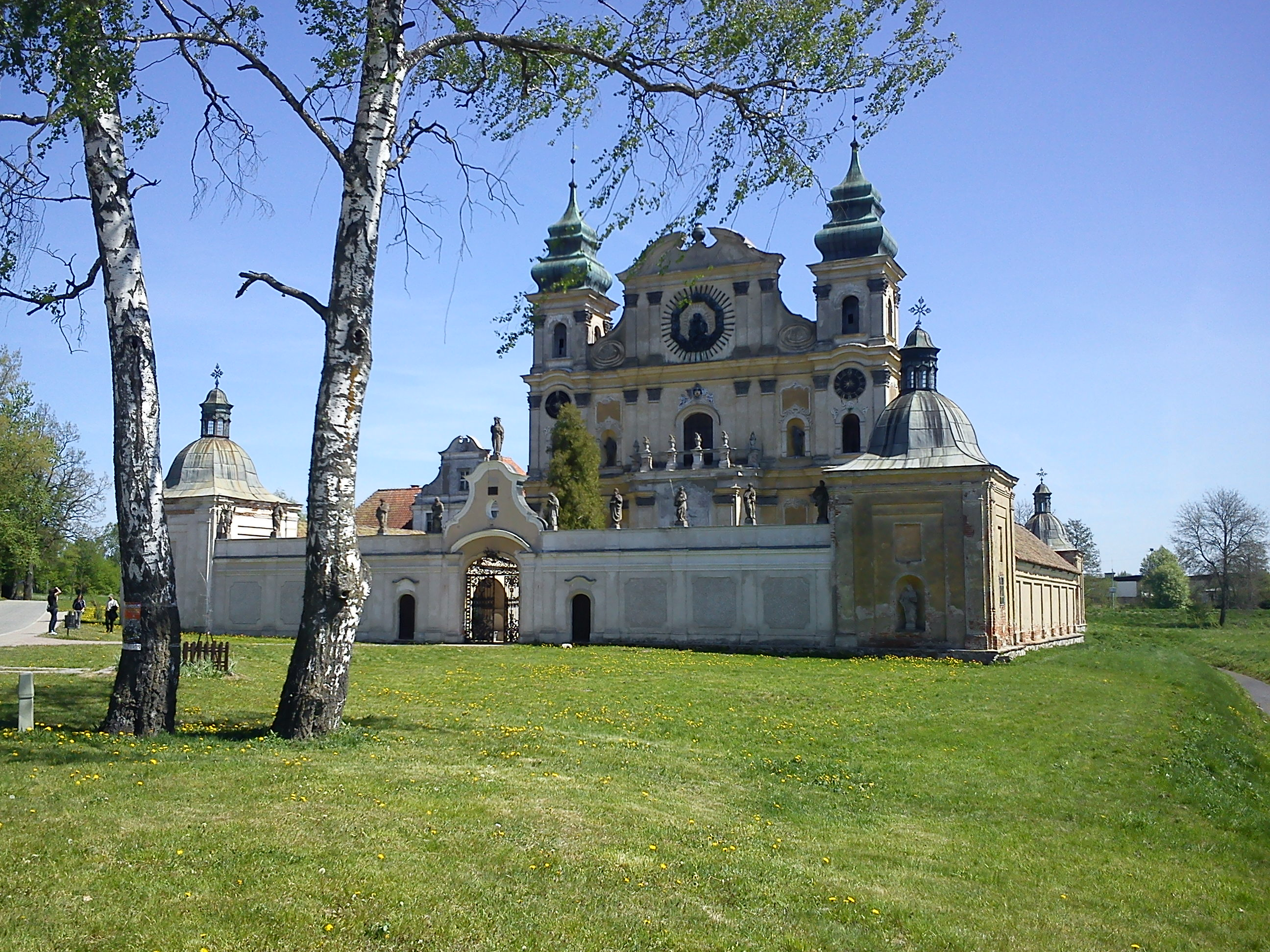
Kloster in Krosno

Die Równina Ornecka (von der Stadt Orneta, deutsch Wormditt) ist eine Mesoregion in der Woiwodschaft Ermland-Masuren in Polen. Sie ist ca. 225 km² groß. Das eiszeitlich geprägte Gebiet ist ein Sander.

## Lage
Die Równina Ornecka ist Teil der Nizina Staropruska. Im Norden grenzt sie an den Stablack, im Osten an die Nizina Sępopolska (Schippenbeiler Tiefland), im Süden an die Allensteiner Seenplatte und im Westen an die Równina Warmińska.

## Flüsse
Die Równina Ornecka entwässert ins Frische Haff. Bedeutender Fluss ist die Drwęca Warmińska (Drewenz), ein rechter Nebenfluss der Pasłęka (Passarge).

## Besiedlung
Die Równina Ornecka ist relativ dicht besiedelt. Wichtigste Kleinstadt ist das namensgebende Orneta (Wormditt).

## Natur
Das Land ist zum großen Teil mit dichtem Fichtenwald bewachsen.